# Глазов, Михаил Васильевич
Михаи́л Васи́льевич Гла́зов (26 октября 1947, Москва — 10 августа 2005, Валдайский национальный парк, Новгородская область) — советский биолог и географ, натуралист и фотохудожник.

## Биография
Родился 26 октября 1947 года в Москве на улице Чернышевского (ул. Покровка).
Учился в школе № 661, затем в классе с биологическим уклоном в школе № 710 . Занимался в кружке ВООП у Петра Петровича Смолина.
В 1968 году поступал в МГУ, но не прошёл по конкурсу и поступил в Белгородский педагогический институт, откуда через год перевёлся на биолого-почвенный факультет МГУ им. М. В. Ломоносова.
После окончания университета всю жизнь работал в лаборатории биогеографии в Института географии АН СССР, РАН.
В 1985 году защитил диссертацию «Роль животных в биологическом круговороте экосистем южной тайги» (под руководством Ю. А. Исакова)

Работал в научных экспедициях на Камчатке, Курильских островах, юге Дальнего Востока, на Байкале, Алтае, в Туве, Оренбургских степях; 
Отовсюду он привозил сотни снимков и фильмы, которые сразу становились событием для научной общественности. Удалось ему посетить и некоторые страны Юго-Восточной Азии, где он снял замечательный фильм о судьбе редких видов, показанный на центральном телевидении.
Почти 30 лет был исследователем экосистем региона Валдая (исследовал роль животных в еловых лесах) и боролся за охрану природы:
- Создал в 1973 году полевой стационар на реке Валдайке.
- В 1970—1990 годы встал на защиту реликтовых лесов Валдая, один из основателей Валдайского государственного природного национального парка, активно выступал против загрязнения и вырубки лесов. М. В. Глазов был защитником парка от строительства скоростной железнодорожной магистрали Москва-Санкт-Петербург[5].

В середине 1990-х годов, вместе с почвоведом С. В. Горячкиным, он вёл исследования в Пинежском заповеднике. Позже экспедиционные поездки стали охватывать северные регионы Архангельской области и Ненецкого автономного округа, где он снял несколько документальных фильмов о природе и жизни коренных народов Севера.
Летом 1994 года он участвовал в трансарктической российско-шведской экспедиции на научно-исследовательском судне «Академик Федоров», прошедшей за один полевой сезон по всему Северному морскому пути.
Известен как исследователь экологии некоторых видов в экосистемах дубрав и еловых лесов, его работы посвящены структуре и особенностям функционирования биоты ельников, верховых болот, а также актуальным вопросам загрязнения экосистем Арктики.
Скончался 10 августа 2005 года в Валдайском национальном парке.

## Общественная деятельность
М. В. Глазов был популяризатором науки. 
Еще в школьные и студенческие годы он выпустил свои первые диафильмы-пособия о природе для детей, его фотографии и заметки о животных публиковались в разных журналах и популярных изданиях. Всем запомнились и его северные фотографии в “Огоньке”, и фоторепортажи в центральных газетах. Последнее десятилетие он в качестве автора отдельных статей и фотографий участвовал в подготовке более десятка популярных энциклопедий для детей, а также ряда красочных справочных изданий о природе Москвы.

## Членство в организациях
- ВООП
- МОИП
- Учёный совет Института Географии АН СССР / РАН
- Учёный совет Дарвиновского музея, участвовал в создании выставок, в программах экологических праздников; в стенах музея проходили презентации его книг о природе[8].

## Семья
Жена Ольга Александровна, так же была студенткой биолого-почвенного факультета МГУ.
- сыновья: Дмитрий (учился в МГУ, стал биологом) и Пётр (учился в МГУ, стал географом); внук и три внучки.